# توم سويتاريس
توم سويتاريس (21 يوليو 1980 في بلجيكا - ) هو لاعب كرة قدم بلجيكي في مركز الوسط. شارك مع منتخب بلجيكا تحت 19 سنة لكرة القدم ومنتخب بلجيكا تحت 21 سنة لكرة القدم ومنتخب بلجيكا لكرة القدم. أما مع النوادي، فقد لعب مع أياكس أمستردام ورودا ياي سي وكيه في ميخيلين ونادي جينك ونادي رويال أندرلخت ونادي كورتريك.

## روابط خارجية
- توم سويتاريس على موقع الاتحاد البلجيكي (الإنجليزية)
- توم سويتاريس على موقع قاعدة بيانات كرة القدم.إي يو (الإنجليزية)
- توم سويتاريس على موقع ناشيونال فوتبول تيمز (الإنجليزية)
- توم سويتاريس على موقع Soccerway.com (الإنجليزية)